# Ad libitum Sammlung Zerstreuung
Ad libitum Sammlung Zerstreuung war eine Buchreihe im Verlag Volk und Welt in Ost-Berlin, die von 1985 bis 1992 erschien.

## Inhalt
Es erschienen 24 Bände zwischen 1985 und 1992 in unregelmäßigen Abständen.
Jeder Band enthielt etwa 20 kürzere Texte, wie Kurzprosa, Gedichte, Aphorismen, Sketche, Essays usw., sowie Cartoons, von ausländischen Autoren. Die meisten Texte bis 1990 waren Erstveröffentlichungen in der DDR.
Die Bände von Ad libitum waren die wichtigsten Anthologien des Verlags Volk und Welt. Verlag für internationale Literatur in dieser Zeit.
Sie versuchten, ein breites Spektrum der zeitgenössischen internationalen Literatur wiederzugeben. Dazu gehörten bedeutende Autoren der Weltliteratur wie Samuel Beckett, Gabriel Garcia Marquez, James Baldwin und Doris Lessing, wichtige deutschsprachige Autoren, wie Heinrich Böll, Max Frisch und Hans Magnus Enzensberger, sowie interessante Texte aus allen Kontinenten. Auch einige kurze Sketche von westdeutschen Kabarettisten wie Otto Waalkes und Dieter Hildebrandt, Cartoons von Loriot, ein kurzer Auszug aus Paul Watzlawicks Anleitung zum Unglücklichsein, sowie Texte von Filmregisseuren wie Woody Allen und Margarethe von Trotta waren enthalten.
Jeder Band hatte etwa 320 bis 390 Seiten in gleichgestaltetem Paperback/Softcover-Format (etwa A5), jeweils mit einer unterschiedlichen Einbandfarbe.

## Ausgaben (Auswahl)

### Nr. 3 1986
- Warner Law, Der Mann, der die Welt zum Narren hielt
- Max Frisch, Erinnerungen an Brecht
- Maxim Gorki, Die Legende von Ahasver
- P. C. Jersild, Das Mobile
- José Ortega y Gasset, Einführung zu einem „Don Juan“-Buch
- Woody Allen, Zelig
- Natalja Baranskaja, Die Sünderin und die Gerechte / Hexerei
- Stefan Moses, Drei Flic Flac Fotos
- Loriot, Mann und Frau / Liebesbrief an einen Beamten / Heiratsantrag eines Filmschauspielers / Abschlägige Antwort an einen Lustmörder
- Charles Bukowski, Maschinengewehre, Wachttürme und Stechuhren / Das Rennen / Schwätzer
- András Simonffy, Der Sohn des Bärentöters
- André Heller, 1959 Abschied (Ein Monolog)
- René Depestre, Erinnerungen an die Liebesgeographie. Mit Gedanken von Mahatma Gandhi

### Nr. 4 1986
- John Collier, Ein Wort an die Klugen. Noch eine amerikanische Tragödie
- Ljudmila Petruschewskaja, Die Erzählerin
- Claire Bretécher, Cartoons. Wie ich mein Kind erziehe / Muffel / Modernes Märchen / Gittchen und die Männer / Künstler / Kritiker / Ausdruckstanz
- Leonardo Sciascia, Der Fall Majorana
- Juri Trifonow, Im Winter zweiundvierzig
- Daniel Passent, Ein konservatives Feuilletor
- Arlindo Barbeitos, Nachtblume / Norden / Heimweh
- Tchicaya U Tam’si, Der Verächter
- Chenjerai Hove, Ein Maskenzug
- Christopher Henry Muwanga Barlow, Der Aufbau der Nation
- Daniil Granin, Der Soldat auf dem Gefechtsstand
- Albert Einstein, Freiheit und Wissenschaft / Die Gesetze der Naturwissenschaft und die Gesetze der Ethik / Warum Sozialismus?.
- M. C. Escher, Annäherungen an die Unendlichkeit
- Franz Hodjak, Frühe Stunde ;/ Generationswechsel / Vama Veche / Aufklärung / Ein Gedicht, vor dem Einschlafen zu lesen / 1/2 Sonett / Eisenbahnfahrt / Telegramm ins Jenseits / Chanson
- Luigi Malerba, Nachdenkliche Hühner
- Gabriel Garcia Marquez, Plinio Apuleyo Mendoza, Zwei Gespräche / Das Handwerk / Berühmtheit und berühmte Persönlichkeiten
- Iván Mándy, Wassermusik
- Bohumil Hrabal, Das magische Prag
- Margarethe von Trotta, Barbara Sukowa, Christiane Ensslin,  Ein Gespräch zum Rosa-Luxemburg-Film
- Werner Schneyder, Schläge und Rückschläge / Wirtschaft und Wachstum / Natur und Umwelt
- Jomo Kenyatta, Der Mann und der Elefant
- Wystan Hugh Auden, If I Could Tell You
- Patrick Süskind, Der Kontrabaß. Mit vermischten Bemerkungen von Ludwig Wittgenstein

### Nr. 5 1987
- William Tenn, Das freie Land
- Heinrich Böll, Für Samay / Brief an meine Söhne oder vier Fahrräder
- Gerhard Köpf, Abgefeiert
- Vytautė Žilinskaitė, Sisyphus und die Wächter
- Kazys Saja, Sisyphus, Stein
- Ernesto Cardenal, Der letzte Brief
- Ferenc Molnár, Zehn sehr kurze Lehren
- Otto Waalkes, Die mündliche Führerscheinprüfung // Ein Lied für Dich
- Natalia Ginzburg, Porträt eines Schriftstellers / Die Perücke
- Juri Woronow, Gedichte
- Raymond Jean, Der Rock
- Gerhart Polt, Hans Christian Müller, Wiedersehn Servus, Erwin
- Hanna Minah, Auf Säcken
- Momo Kapor, Das Schloß
- Xu Shijie, Die Geschichte der Eingabe betreffs Antrag auf Beschaffung eines zusätzlichen Eisenkessels
- Paul Watzlawick, Anleitung zum Unglücklichsein
- Nina Katerli, Der nicht eßbare Freund von Professor Rastorgujew
- James Baldwin, Gedichte
- Dieter Hildebrandt, Stein oder nicht Stein / Uriel was here
- Brian J. Ford, Kommunikation ist alles
- Alberto Moravia, Der Autodidakt
- Bulat Okudshawa, Musikstunden
- Max Frisch, Rede an junge Ärztinnen und Ärzte
- John Updike, Zweibettzimmer in Rom

### Nr. 6 1987
- Umberto Eco, Das Lendendenken
- Kurt Vonnegut, Der Hirsch auf dem Fabrikgelände
- Jüri Tuulik, Das Aprilferkel
- Wolfgang Hildesheimer, Gedanken zu einem Gedicht von Loriot / Schopenhauer und Marbot / Der ferne Bach
- Wang Runzi, Das Weinen in der kalten Nacht
- Muin Bessieso, Des Vogels Heimkehr
- Juozas Baltusis, Die letzte kurze Freude
- Patricia Highsmith, Dein Leben widert mich an
- Frigyes Karinthy, Ich und Ichchen
- Eugène Ionesco, Die Photographie des Obersten
- Jan Koprowski, Gedichte /  Tod des Schriftstellers
- Edward Gorey, Das Geheimnis der Ottomane
- Reinhardt Stumm, Schreiben kann eh jeder
- Tadeusz Siejak, Liebe
- Klaus Rifbjerg, Gedichte
- Hans Magnus Enzensberger, Lob des Analphabeten
- Hrant Matewosjan, Das grüne Tal
- André Malraux, Krieg und Brüderlichkeit
- E. W. Heine, Was geschah mit Glenn Miller?
- Djuna Barnes, Ein Mordsspaß
- Matthias Koeppel, Schtahurcke Gedeuchte
- Fjodor Abramow, Legende von einem großen Kommunarden Blauäugiger Elefant

### Nr. 7 1987
(Auswahl)
- Bob Shaw, Das Lächeln der Gioconda
- V. S. Naipaul, Logierbericht eines Nachtwächters
- Friedrich Dürrenmatt, Nächtliches Gespräch mit einem verachteten Menschen
- Marina Zwetajewa, Die Lebensversicherung
- Doris Lessing, Aufsässige Töchter
- Senel Paz, Mama spricht ohne Blumen im Haar / Daniel
- Helmut Heissenbüttel, mehr ist dazu nicht zu sagen
- Michael Ende, Ballade vom Heldentod eines deutschen Offiziers.  Mit Reflexionen von Henri Michaux

### Nr. 12 1989
- Siegfried Lenz, Eine Art von Notwehr
- Fasil Iskander, Barkeeper Adgur
- Gianni Celati, Die Insel mitten im Atlantik / Ein Meteorit aus dem Kosmos
- Raymond Queneau, Hunderttausend Milliarden Gedichte
- François Le Lionnais, Über experimentelle Literatur
- José Bosch y Barrera, Zwei Aphorismen
- Josef Čapek, Der künstliche Mensch. Homo artefactus
- Karel Čapek, Anleitung zum Kranksein / Wohin die Bücher geraten / Unserer versus der andere
- Jim Unger, Cartoons um Hermann
- A. Fürstenberg, S. Altow, D. Rudy, Merk-Würdiges
- Hans Magnus Enzensberger, Waldemar Müllers moralische Achterbahn
- Gaston Salvatore, Waldemar Müller und die Großen dieser Welt / Waldemar Müllers Flucht durch Deutschland / Waldemar Müller, der Alleszermalmer / Waldemar Müller, der Unbestechliche
- Michael Krüger, Waldemar Müllers literarische Sendung
- Alain Lance, Gedichte
- Raymond Smullyan, Damen oder Tiger
- Germán Sánchez Espeso, Rekonstruktion eines Tathergangs; Blinde Liebe
- Elisabeth Ambras, Glück bei den Frauen
- Wang Meng, Klein, klitzeklein und nochmal klein / Je mehr Gerede, desto richtiger / Gegenseitige Hilfe
- Eric Satie, Sonatine Bureaucratique
- Shen Rong, Zehn Jahre weniger
- Rewas Mischweladse, Der Fußtritt. Mit Notaten von Elias Canetti